# ОШ „Јајинци” Београд
ОШ "Јајинци" је школа која се налази у Београду у градској општини Вождовац, почела са радом 1915. године, као четвороразредна, и радила је по кућама богатијих сељака, да би послe неколико прекида успоставила какву-такву документацију и финасирала се из државне касе и од закупа земљишта, које је добила од донатора и становника Јајинаца.

## Историја
Према сачуваном записнику из 1919. године може се видјети да је тадашњи учитељ био Велимир И. Јовић, за кога се претпоставља да је радио и претходних година. Учитеља Јовића је 1922. године наслиједила Наталија Михајловић, која је половином 1923. године почела заједно са Школским одбором да прикупља добровољне прилоге за градњу школске зграде. Прилози су прикупљани до краја 1926. године, да би настава у новој згради почела наредне, 1927. године. У архиви школе сачувана је књига добровољних прилога за градњу школе. Донацијама, добровољним прилозима и радом мјештана и пријатеља села, школске 1926/27. године започета је градња школе у Раковици селу. Зграда је завршена наредне, 1928. године и имала је једну учионицу, канцеларију и учитељски стан. Из архивске грађе, Уписнице раковачке школе, школске 1920/21. школу у овом месту похађају 43 ученика. Одјељења је формирао и школом управљао Василије Вукомановић.

## О школи
Школа овај назив "Јајинци" носи од 1965. по историјском мјесту у којем је стрељано 80000 људи у Другом свјетском рату. Шкокла ради у 2 објекта које припадају матичној школи у Јајинцима, а једно је издвојен одјељење у Раковица селу. У оквиру ове школе ради и једно спецјиално одјељење за лако ментално обољелу дјецу. Основна школа "Јајинци" налази се у истоименом насељу у улици Илије Петровића 12, на самој ивици Спомен парка "Јајинци", на падинама Торлака, отприлике на пола пута Авала–Београд. Од центра Београда удаљена је нешто мање од 8 километара. Данас школа ради у три објекта укупне површине 2093 м2. Мања зграда у Јајинцима, изграђена 1927. године, површине је 242 м2, док већа зграда, изграђена 1965. године, има површину од 1611 m2. Школски објекат у Раковици селу површине је 240 m2. Школа покрива двије мјесне заједнице, Јајинци и Раковица село, које припадају ужем подручју Београда.